# Heinz Antor
Heinz Antor (* 1959 in Nürnberg) ist ein deutscher Anglist.

## Leben
Antor absolvierte ein Studium der Anglistik, Romanistik und Angewandten Sprachwissenschaft in Erlangen und Oxford. 1986 legte er sein Staatsexamen ab und erlangte den Titel Master of Arts, 1989 folgte die Promotion. Von 1986 bis 1995 war Antor als  wissenschaftlicher Assistent an der Universität Würzburg tätig. 1992 war er als Visiting Professor an der George Mason University in Fairfax, Virginia tätig. 1995 wurde Antor habilitiert. Vom Sommersemester 1995 bis zum Sommersemester 1999 hatte Antor eine Professur für englische Literaturen und ihre Didaktik an der Universität Düsseldorf inne; im Wintersemester 1998/99 war er als Professor für Anglistik an der Universität Bremen beschäftigt. Seit  dem Wintersemester 1999/2000 hat Antor einen Lehrstuhl für Englische Literaturwissenschaft an der Universität Köln inne. 2001 wurde Antor zum Vorsitzenden der Gesellschaft für die Neuen Englischsprachigen Literaturen (GNEL) e.V. gewählt.
Antor beschäftigt sich in seinen Forschungen unter anderem mit der Englischen Literatur des 18. bis 21. Jahrhunderts, mit dem englischsprachigen Roman, der Literatur und Kultur Kanadas, Australiens und Neuseelands, mit der Postkolonialismusforschung und mit Kulturtheorie.

## Schriften
- Fremde Kulturen verstehen – fremde Kulturen lehren: Theorie und Praxis der Vermittlung interkultureller Kompetenz. Winter, Heidelberg 2007 (Anglistische Forschungen, 376)
- als Hg. Inter- und Transkulturelle Studien: Theoretische Grundlagen und Interdisziplinäre Praxis. Inter- and Transcultural Studies: Theoretical Principles and Interdisciplinary Practice. Winter, Heidelberg 2006 (Anglistische Forschungen, 362)
- mit Gordon Bölling, Annette Kern-Stähler, Klaus Stierstorfer: Refractions of Canada in European Literature and Culture. de Gruyter, Berlin 2005
- mit Sylvia Brown, John Considine, Klaus Stierstorfer: Refractions of Germany in Canadian Literature and Culture. Walter de Gruyter, Berlin 2003
- mit Rüdiger Ahrens: Anglistik. International Journal of English Studies. Carl Winter, Heidelberg 2002
- Shakespeare alternativ. Themenheft Der fremdsprachliche Unterricht, 1997
- Der englische Universitätsroman. Bildungskonzepte und Erziehungsziele. Carl Winter, Heidelberg 1996 (Anglistische Forschungen, 238)
- The Bloomsbury Group. Its Philosophy, Aesthetics, and Literary Achievement. Carl Winter, Heidelberg 1986 (Forum Anglistik)
- Weiterentwicklung der anglophonen postkolonialen Theorie. In: Handbuch Postkolonialismus und Literatur. Hgg. Dirk Göttsche, Alex Dunker, Gabriele Dürbeck. Metzler, Stuttgart 2017, S. 26–37